# 利奥·戈德堡
利奥波德·戈德堡（英語：Leopold Goldberg，1913年1月26日—1987年11月1日），美国天文学家，哈佛大学和密歇根大学教授，曾担任几个重要天文台的主任，以及国际天文学联盟和美国天文学会的主席。他的研究侧重于太阳物理，以及原子物理在天文学中的应用，对利用空间望远镜研究太阳做出了早期的贡献。

## 荣誉
- 美国国家航空航天局杰出服务勋章，1973年[2]
- 美国天文学会乔治·埃勒里·海尔奖，1984年
- 马萨诸塞大学 (1970年)，密歇根大学 (1974年) 和亚利桑那大学 (1977) 荣誉学位